# Ian Martin
Ian Martin (Londres, 27 de abril de 1953) é um escritor e roteirista britânico.